# Roland-Bernard
Ne doit pas être confondu avec Roland Bernard.
Pour les articles homonymes, voir Rouland.
 (juin 2018).
Si vous disposez d'ouvrages ou d'articles de référence ou si vous connaissez des sites web de qualité traitant du thème abordé ici, merci de compléter l'article en donnant les références utiles à sa vérifiabilité et en les liant à la section « Notes et références ».
Roland-Bernard, de son vrai nom Bernard Rouland, est un réalisateur français né à Saint-Sauveur-le-Vicomte le 27 mars 1927 et mort à Aups le 24 décembre 2019.

## Biographie
Il est le fils d'Augustin Rouland, teinturier de profession. Il grandit avec ses frères à Saint-Sauveur-le-Vicomte. À la mort de leur mère, la famille part pour Paris. Cela facilitera les débuts de plusieurs membres dans le milieu de la radio ou de la télévision. 
Il est le frère aîné de Jean-Paul Rouland et Jacques Rouland, animateurs de radio et de télévision, et d'André Rouland, technicien de télévision.
Roland-Bernard débute comme comédien, puis devient l'assistant de Christian-Jaque pendant sept ans, puis celui de Max Ophüls. Il entre à la RTF en 1953 et est nommé réalisateur en 1958.

## Filmographie
- 1949 : Portrait d'un assassin (réalisateur) ;
- 1951 : Victor de Claude Heymann (assistant réalisateur) ;
- 1952 : Les Dents longues de Daniel Gélin (assistant réalisateur).

Il signe de nombreuses réalisations dramatiques en direct dont, pour les plus importantes :
- Élizabeth, la femme sans homme d'André Josset avec Annie Ducaux, Robert Hirsch, Bernard Dhéran et Jacques Toja de la Comédie-Française ;
- Monsieur Vernet d'après Jules Renard ;
- Les Oranges de Jean Cosmos (Prix Albert Ollivier, récompensant la meilleure émission de l'année).

Il réalise aussi des feuilletons télévisés :
- Les Cinq Dernières Minutes, (1re série) en 1958 ;
- Les Aventures d'Oscar, série télévisée  de 1959 ;
- Les Cinq Dernières Minutes : Un mort sur le carreau téléfilm réalisé en 1967 ;
- Nans le berger feuilleton TV de 1974 ;
- Avoir été, téléfilm en 3 parties de 1979 avec Pierre Destailles et Aline Bertrand ;
- Le Facteur de fontcabrette, téléfilm de 1979 avec Henri Génès.
- L'Esprit de famille série télévisée de 1982 avec Maurice Biraud, Monique Lejeune ;
- Madame et ses flics, série télévisée (12 épisodes) de 1985 à 1986.

Il est également le réalisateur de la populaire série culturelle Bonnes Adresses du passé produite par Jean-Jacques Bloch, qui restera à l'écran 12 ans durant.
Il collabore avec André Castelot pour Les Calendriers de l'Histoire.
Il a aussi travaillé avec l'un de ses frères Jean-Paul, puisqu'il a réalisé Les Aventures d'Oscar, où celui-ci, qui est par ailleurs l'auteur, joue le rôle d'Oscar Mirandol.
Il vit ensuite retiré dans sa propriété du Var, « La Cabane de Nans ».